# 고시국

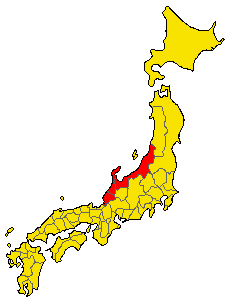
고시 국

고시 국(일본어: 越国, こしのくに 고시노쿠니[*])는 일본의 옛 구니 중 하나로 오늘날의 호쿠리쿠 지방에 해당한다. 7세기 말에 에치젠국(越前国), 에치고국(越後国), 엣추국(越中国)으로 분할되었다. 새로운 구니의 이름은 각각 고시 국의 전방, 후방, 중앙을 의미하며 율령제가 제정되었을 때 긴키 지방으로부터의 거리를 나타낸다.

## 같이 보기
- 호쿠리쿠도
- 호쿠리쿠 지방